# 田代毅
田代 毅（たしろ たけし、1917年11月24日 - 1999年4月15日）は、日本の経営者。元住友信託銀行社長。東京都出身。

## 経歴
1940年に東京帝国大学法学部法律学科を卒業し、同年に住友信託銀行に入行。1964年5月に取締役に就任し、1967年12月に常務、1969年11月に専務、1972年5月に副社長を経て、1979年9月には社長に就任。1984年6月に会長に就任し、1989年6月に取締役相談役を経て、1991年6月には相談役に就任。
信託協会会長、京王電鉄取締役なども歴任。
1983年11月に藍綬褒章を受章し、1989年11月に勲二等旭日重光章を受章。
1999年4月15日に呼吸不全のために死去。81歳没。